# Love Story (TAKAHIRO單曲)
「Love Story」是歌手EXILE TAKAHIRO的第2張單曲，於2014年3月5日發售。

## 解說
- 與前作「一千零一秒」相隔約9個月的新作，以「CD+DVD」、「CD ONLY」兩版本發售。
- 標題曲「Love Story」為TAKAHIRO演員出道參演的日本電視台連續劇「戰力外搜查官」的主題曲[1]。
- 「Love Story」的音樂錄影帶內容以TAKAHIRO"私人的一面"為主題、反映他日常的生活電影的作品。TAKAHIRO也因此帶了他的結他跟衝浪板等私人物品，與他的真實好友一同出演。在音樂錄影帶中，能夠看到他與好友開懷暢飲，以及跟愛犬嬉戲的輕鬆樣子[2]。音樂錄影帶的映像於2月18日於Youtube上公開。
- 本作收錄所有樂曲皆由TAKAHIRO填詞，而於c/w曲「Feeling」更首次參與作曲與編曲工作[2]。

## 收錄曲
全作詞：TAKAHIRO
CD
1. Love Story
作曲・編曲：COZZi
  - 日本電視台連續劇「戰力外搜查官」主題歌
  - Samantha Thavasa meets SAMANTHA KINGZ「カバンの中に、恋をおひとつ。」電視廣告曲
2. Feelings
作曲・編曲：TAKAHIRO, COZZi
3. 一直（ずっと）
作曲・編曲：原一博
4. Love Story（Instrumental）
5. Feelings（Instrumental）
6. 一直 (Instrumental)

DVD
1. Love Story（Video Clip 音樂錄影帶）
2. Love Story（Making 幕後花絮）

## 備註
1. ↑  . Yahoo. 2014-01-05  [2014-01-05]. （原始内容存档于2014-01-06） （日语）.
2. 1 2  . Yahoo. 2014-02-18  [2014-02-18] （日语）.[永久]

## 外部連結
- .   [2014-05-26]. （原始内容存档于2021-01-14） （日语）.